# Elżbieta Aleksandrowicz
Elżbieta Aleksandrowicz (ur. 1964 w Łodzi) – polska pedagog muzyczna, specjalistka w zakresie rytmiki Dalcroze’a, profesor sztuki w dyscyplinie sztuki muzyczne. Od 2020 roku rektor Akademii Muzycznej im. Grażyny i Kiejstuta Bacewiczów w Łodzi.

## Życiorys
W 1989 ukończyła studia z zakresu kompozycji i teorii muzyki w Akademii Muzycznej w Łodzi. Przewód kwalifikacyjny pierwszego stopnia (równoważny ze stopniem doktora) przeprowadziła w 1998, a drugiego stopnia (równoważny ze stopniem doktora habilitowanego) w 2002. W 2023 roku uzyskała tytuł profesora sztuki w dyscyplinie sztuki muzyczne.
Związana z łódzkimi uczelniami: Państwową Wyższą Szkołą Filmową, Telewizyjną i Teatralną im. Leona Schillera (od 1988) oraz Akademią Muzyczną im. Grażyny i Kiejstuta Bacewiczów (od 1990), na których objęła stanowisko profesora uczelni. W AM Łódź pełniła funkcje organizacyjne: była prodziekanem Wydziału Kompozycji, Teorii Muzyki, Rytmiki i Edukacji Artystycznej (2005–2012), prorektorem do spraw dydaktyki (2012–2019), prorektorem do spraw nauki i dydaktyki (2019–2020) oraz kierownikiem Katedry Rytmiki i Improwizacji Fortepianowej (2017–2019). W lipcu 2020 została wybrana na rektora AM Łódź w kadencji 2020–2024, a w marcu 2024 uzyskała reelekcję na kadencję 2024–2028
Opracowała interpretacje ruchowe do dzieł m.in. Bacha, Händla, Beethovena, Rossiniego, Chopina, Kilara, Musorgskiego, Gershwina, Preisnera, Nowowiejskiego i Pendereckiego. Współpracowała z teatrami w zakresie kompozycji muzyki, ruchu scenicznego, materiału muzycznego i przygotowania wokalnego aktorów (m.in. z Teatrem im. Ludwika Solskiego w Tarnowie, Teatrem „Pinokio” w Łodzi i Teatrem Lalek Arlekin).

## Odznaczenia
- Srebrny Krzyż Zasługi – za zasługi w działalności na rzecz rozwoju muzyki (2012)[4].